# جمبزة (دهقان)
جمبزة هي قرية في مقاطعة دهقان، إيران. يقدر عدد سكانها بـ 131 نسمة بحسب إحصاء 2016.